# Liste der Municipios in Querétaro

Lage der Municipios des Bundesstaates Querétaro

Der mexikanische Bundesstaat Querétaro ist in 18 Verwaltungsbezirke (Municipios) unterteilt. Die Verwaltungsbezirke werden aus 2.192 Ortschaften (spanisch Localidades) (davon 112 urbane = städtische) gebildet. Zu den ländlichen Gemeinden (Pueblos) zählen ebenso Farmen (Ranchos, Haziendas) und andere alleinstehende Gebäude (Mühlen, Poststationen, Tankstellen usw.). Die Zahl der Ortschaften ist in den letzten Jahren variabel (2000: 2,481; 2010: 2.717).
| Schlüs- sel            | Municipio              | Verwaltungssitz (Cabecera Municipal) | Fläche [km²] | Einwohnerzahl | Einwohnerzahl | Einwohnerzahl | Bevöl- kerungs- dichte [Ew. pro km²] | Anzahl der Orte (Localidades) |
| Schlüs- sel            | Municipio              | Verwaltungssitz (Cabecera Municipal) | Fläche [km²] | 2000          | 2010          | 2020          | Bevöl- kerungs- dichte [Ew. pro km²] | Anzahl der Orte (Localidades) |
| ---------------------- | ---------------------- | ------------------------------------ | ------------ | ------------- | ------------- | ------------- | ------------------------------------ | ----------------------------- |
| 001                    | Amealco de Bonfil      | Amealco de Bonfil                    | 713,33       | 54.591        | 62.197        | 66.841        | 93,7                                 | 153                           |
| 002                    | Pinal de Amoles        | Pinal de Amoles                      | 712,05       | 27.290        | 27.093        | 27.365        | 38,4                                 | 196                           |
| 003                    | Arroyo Seco            | Arroyo Seco                          | 732,12       | 12.667        | 12.910        | 13.142        | 18,0                                 | 78                            |
| 004                    | Cadereyta de Montes    | Cadereyta de Montes                  | 1.347,39     | 51.790        | 64.183        | 69.075        | 51,3                                 | 245                           |
| 005                    | Colón                  | Colón                                | 810,26       | 46.878        | 58.171        | 67.121        | 82,8                                 | 105                           |
| 006                    | Corregidora            | El Pueblito                          | 234,89       | 74.558        | 143.073       | 212.567       | 905                                  | 72                            |
| 007                    | Ezequiel Montes        | Ezequiel Montes                      | 300,23       | 27.598        | 38.123        | 45.141        | 150,4                                | 109                           |
| 008                    | Huimilpan              | Huimilpan                            | 388,13       | 29.140        | 35.554        | 36.808        | 94,8                                 | 89                            |
| 009                    | Jalpan de Serra        | Jalpan de Serra                      | 1.186,22     | 22.839        | 25.550        | 27.343        | 23,1                                 | 124                           |
| 010                    | Landa de Matamoros     | Landa de Matamoros                   | 719,42       | 19.493        | 19.929        | 18.794        | 26,1                                 | 98                            |
| 011                    | El Marqués             | La Cañada                            | 747,63       | 71.397        | 116.458       | 231.668       | 309,9                                | 195                           |
| 012                    | Pedro Escobedo         | Pedro Escobedo                       | 323,21       | 49.554        | 63.966        | 77.404        | 239,5                                | 62                            |
| 013                    | Peñamiller             | Peñamiller                           | 694,95       | 16.557        | 18.441        | 19.141        | 27,5                                 | 127                           |
| 014                    | Querétaro              | Santiago de Querétaro                | 682,75       | 641.386       | 801.940       | 1.049.777     | 1.537,6                              | 143                           |
| 015                    | San Joaquín            | San Joaquín                          | 276,82       | 76.65         | 8.865         | 8.359         | 30,2                                 | 49                            |
| 016                    | San Juan del Río       | San Juan del Río                     | 770,89       | 179.668       | 241.699       | 297.804       | 386,3                                | 161                           |
| 017                    | Tequisquiapan          | Tequisquiapan                        | 369,62       | 49.969        | 63.413        | 72.201        | 195,3                                | 85                            |
| 018                    | Tolimán                | Tolimán                              | 680,67       | 21.266        | 26.372        | 27.916        | 41,0                                 | 101                           |
| 22 Estado de Queretaro | 22 Estado de Queretaro | Santiago de Querétaro                | 0011.690,58  | 001.404.306   | 001.827.937   | 002.368.467   | 202,6                                | 2.192                         |